# Mitromorpha columbellaria
Mitromorpha columbellaria é uma espécie de gastrópode do gênero Mitromorpha, pertencente a família Mitromorphidae.